# 大明山假毛蕨
大明山假毛蕨（学名：Pseudocyclosorus damingshanensis）为金星蕨科假毛蕨属下的一个种。其种加词“damingshanensis”意为“广西大明山的”。